# Галевка (приток Енисея)
Галевка — река в Таймырском Долгано-Ненецком районе Красноярского края, правый приток Енисея. Общая протяжённость реки около 50 км, площадь водосборного бассейна 280 км².
Образуется слиянием Левой и Правой Галевки в 13 к от устья (по ГВР — левый приток без названия длиной 23 км). Исток Правой Галевки из южной оконечности озера Олдомон, на высоте 95 м.
Впадает в реку Енисей у нежилого посёлка Усть-Хантайка, на расстоянии 590 км от устья.
По данным государственного водного реестра России относится к Енисейскому бассейновому округу. Код водного объекта 17010800412116100105919.